# Xanthopimpla hirsuta
Xanthopimpla hirsuta là một loài tò vò trong họ Ichneumonidae.